# Andy Pereira
Andy Mariano Pereira Díez (Havanna, 31 augustus 1989) is een Cubaans professioneel tafeltennisser. Hij speelt linkshandig met de penhoudersgreep.
Hij vertegenwoordigde zijn land op de Olympische Zomerspelen 2012 en 2016 maar won daar geen medailles.